# Dolní Hbity
Dolní Hbity är en ort i Tjeckien.   Den ligger i regionen Mellersta Böhmen, i den centrala delen av landet, 50 km söder om huvudstaden Prag. Dolní Hbity ligger 397 meter över havet och antalet invånare är 816.
Terrängen runt Dolní Hbity är platt åt nordväst, men åt sydost är den kuperad. Runt Dolní Hbity är det ganska glesbefolkat, med 42 invånare per kvadratkilometer. Närmaste större samhälle är Příbram, 12,0 km väster om Dolní Hbity. I omgivningarna runt Dolní Hbity växer i huvudsak blandskog.